# Thanh Uyển
Thanh Uyển (chữ Hán giản thể: 清苑区, âm Hán Việt: Thanh Uyển khu) là một quận thuộc địa cấp thị Bảo Định, tỉnh Hà Bắc, Cộng hòa Nhân dân Trung Hoa. Quận này có diện tích 953 ki-lô-mét vuông, dân số 610.000 người. Mã số bưu chính Thanh Uyển là 071100. Chính quyền quận đóng ở trấn Thanh Uyển. Về mặt hành chính, quận Thanh Uyển được chia thành 13 trấn, 5 hương：
- Trấn (Zhen 镇): Thanh Uyển (Qingyuan 清苑镇), Nhiễm Trang (Ranzhuang 冉庄镇), Ngụy Thôn (Weicun 魏村镇), Trương Đăng (Zhangdeng 张登镇), Dương Thành (Yangcheng 阳城镇), Đại Trang (Dazhuang 大庄镇), Tạng Thôn (Zangcun 臧村镇), Ôn Nhân (Wenren 温仁镇), Vọng Đình (Wangting 望亭镇), Đông Lư (Donglv东闾镇), Hà Kiều (Heqiao 何桥镇),Thạch Kiều (Shiqiao 石桥镇),Bạch Đoàn (Baituan 白团镇).
- Hương (Xiang 乡): Lý Trang (Lizhuang 李庄乡), Tôn Thôn (Suncun 孙村乡), Bắc Điếm(Beidian 北店乡), Yên Trang (Yanzhuang 阎庄乡),  Bắc Vương Lực (Beiwangli 北王力乡).